# Volnatoglavi osat
Volnatoglavi osat (znanstveno ime Cirsium eriophorum) je tudi več kot 2 m visoka bodeča dvoletnica, ki raste na apnenčastih tleh na prisojnih pobočjih ob robu gozdov in po gozdnih posekah.
Se močno razlikuje od drugih vrst osatov saj ima značilno obliko koškov. Raste predvsem v višjih legah.

## Opis rastline
Steblo nosi liste, ki so na spodnji strani belo polsteni, in velike cvetne koške z rdeče vijoličastimi cvetovi. Cvetne koške prekriva gost puh, ki spominja na pajčevino. Na Slovenskem cvete od julija do septembra. Cvetovi so dvospolni (imajo ženske in moške organe). Oprašujejo jih čebele, muhe, metulji in hrošči. Rastlina je samoplodna.
Rastlina ima rada peščeno in ilovnato zemljo. Ne raste v senčnatih predelih. Zahteva vlažno prst.

## Razširjenost
Volnatoglavi osat je razširjen v osrednji Evropi, od Velike Britanije, Francije in Nizozemske do Balkana in Zgornje Volge.
Najdemo ga na travnikih, na odprtem grmičevju in obcestni robovih na apnenčasti zemlji.

## Užitni deli
- cvet (kuhan)
- mladi listi (surovi)
- mlado steblo (surovo ali kuhano) - steblo se olupi in namoči v vodi, da se odstrani grenkoba.

## Uporaba
- olje - semena vseh vrst osatov vsebujejo olja.
- netivo - puh semena

## Gojitev
Rastlina se goji brez težav in uspeva v občajni vrtni zemlji na soncu.